# Biała (dopływ Bukowej)
Biała (Białka) – rzeka, prawy dopływ Bukowej o długości 31,1 km (wg mniej dokładnego, oficjalnego źródła 27,39 km). 
Rzeka wypływa we wsi Godziszów i, płynąc na południowy zachód, mija między innymi miejscowości: Wólka Ratajska, Rataj Ordynacki, Rataj Poduchowny, Kawęczyn, Janów Lubelski (gdzie przecina drogę krajową nr 19), Pikule, Łążek Ordynacki, a po minięciu wsi Łążek Garncarski wpada do Bukowej.

## Charakterystyka przyrodnicza

### Stan hydromorfologiczny
Koryto Białej na 65% długości nosi ślady regulacji, ulega jednak samoczynnej renaturyzacji na większości tego odcinka. W górnym biegu dawna regulacja spowodowała przekształcenie koryta meandrującego w kręte, w dolnym biegu rzeka nadal meandruje. Na Białej zlokalizowanych jest co najmniej 9 sztucznych barier dla migracji ryb.
W środkowym biegu Biała płynie szeroką, otwartą doliną, przyjmując dopływy: Borownicę i Trzebensz. Na odcinku doliny o długości ok. 2 km między drogą S19, a miejscowością Gierlachy, Biała płynie równolegle do Trzebenszy w niewielkiej odległości, tworząc płytkie rozlewiska. Na tym odcinku doliny dochodzi do kaptażu.

### Bioróżnorodność
W Białej stwierdzono występowanie 12 gatunków ryb. Były to: czebaczek amurski, jelec, kiełb krótkowąsy, kleń, miętus, minóg ukraiński, okoń, piekielnica, płoć, słonecznica pospolita, szczupak i śliz. Wszystkie te gatunki obserwowano w dolnej połowie rzeki, od ujścia do oczyszczalni w Janowie Lubelskim. Na rozmieszczenie populacji ryb w Białej negatywnie wpływają kamienne rampy przy ujściu do Bukowej, zwłaszcza pierwsza budowla od ujścia.

## Rozwój osadnictwa wzdłuż Białej
Osadnictwo w górnym biegu Białki pojawiło się w IX-X wieku, kiedy na obszarze między Bugiem i Wisłą miała miejsce jego intensyfikacja. Z tego okresu pochodzi kompleks czterech osad, w tym trzy wielkohektarowe (do 5 ha) z Godziszowa I (zlokalizowane od strony Kolonii Godziszów). Nad suchą obecnie dolinką w Nowej Osadzie odkryto dwie osady wczesnośredniowieczne (niedatowane) i szereg mniejszych śladów osadniczych. Jeden z nich pochodzi z IX-X wieku, co pozwala sytuować osadnictwo na okres plemienny. Po załamaniu z X wieku osadnictwo powróciło na te obszary około XIII wieku lub nieco wcześniej. Na skraju Janowa Lubelskiego przy wsi Biała odkryto ślady osady, ale nie jest ona datowana. Można przypuszczać, że jej powstanie zapewne pod koniec okresu wczesnośredniowiecznego wiązało się z ekspansją osadnictwa na północny skraj puszczy (obecnych Lasów Janowskich). Wieś Biała jest wzmiankowana w źródłach historycznych już w 1243 roku, a więc osadnictwo musiało się rozwinąć przed tym okresem.